# Río Zarapullo
Río Zarapullo är ett vattendrag i Ecuador. Det ligger i den centrala delen av landet, 50 km väster om huvudstaden Quito.